# 四平青年
四平青年为原四平市人民剧场经理李平执导的网络电影，该片讲述了“二龙湖浩哥”等几位青年原本去寻仇，却因为一名舞女而忘记寻仇，并参与黑社会的打斗。该片因为剧情幽默以及参演人员被辞退而引起广泛关注。

## 辞退事件
2012年11月，四平市文化广电新闻出版局以“对四平市产生负面影响”为由，要求四平市人民剧场辞退该片演员，并删除网上视频，后该片演员被辞退，而影片在网上得以保留。